# 四瀆穴
四瀆穴，是中医穴道之一。
位于尺骨鷹嘴下5寸，橈骨與尺骨間，属于手少陽三焦經。